# 冨田俊基
冨田 俊基（とみた としき、1947年10月31日 - ）は、日本の経済学者。専門は財政学。野村総合研究所研究理事を経て、中央大学法学部教授や、財務省財政制度等審議会会長代理を務めた。

## 略歴
- 1970年3月 関西学院大学経済学部卒業
- 1971年6月 野村総合研究所入社
- 1983年5月 同社財政金融調査室
- 1984年4月 同社内国経済調査室
- 1987年10月 ブルッキングス研究所客員研究員
- 1988年11月 野村総合研究所経済調査部次長
- 1990年3月 経済学博士（京都大学、学位論文『国際公共財の分担と国際システムの安定性についての実証的研究』）（論文博士）[2]
- 1990年6月 同社政策研究部長
- 1993年6月 同社政策研究センター長
- 1996年6月 同社研究理事。
- 2005年3月 同社退社、中央大学法学部教授。
- 2013年 財務省財政制度等審議会会長代理
- 2018年3月 中央大学法学部教授を定年退職。

財政制度等審議会財政制度分科会委員、財政投融資分科会長、会計検査院懇話会委員、国の債務管理政策の在り方に関する懇談会委員などを務めた。

## 著書
- 「国際国家の政治経済学」（東洋経済新報社、1989年）
- 「冷戦後世界経済システム」（東洋経済新報社、1996年）
- 「財投解体論批判」（東洋経済新報社、1997年）
- 「国債累増のつけを誰が払うのか（東洋経済新報社、1999年）
- 「日本国債の研究」（東洋経済新報社、2001年）
- 「経済政策の課題」（野村総合研究所、2004年）
- 「国債の歴史」（東洋経済新報社、2006年）；第49回日経・経済図書文化賞受賞
- 「財政改革の虚と実」（東洋経済新報社、2008年）